# Comuna Saare
Saare este o comună (vald) din Comitatul Jõgeva, Estonia.
Comuna cuprinde 22 de sate.
Reședința comunei este satul Kääpa.

## Localități componente

### Sate
- Halliku
- Jaama
- Kallivere
- Kiisli
- Koseveski
- Kääpa
- Levala
- Maardla
- Nautrasi
- Odivere
- Pedassaare
- Putu
- Pällu
- Ruskavere
- Saarjärve
- Sirguvere
- Tarakvere
- Tuulavere
- Vanassaare
- Vassevere
- Veia
- Voore